# Меджибізька фортеця (срібна монета)
«Меджибі́зька форте́ця» — пам'ятна срібна монета номіналом 10 гривень, випущена Національним банком України, присвячена одній з найстаріших фортифікаційних споруд, зведеній у мальовничому куточку Хмельниччини, на мисі, утвореному річками Південний Буг і Бужок — Меджибізькому замку-фортеці. Фортеця протягом століть змінювала своїх власників та риси, проте залишилася легендарною пам'яткою.
Монету введено в обіг 27 листопада 2018 року. Вона належить до серії «Пам'ятки архітектури України».

## Опис монети та характеристики
| Номінал грн. | Метал            | Маса, г      | Діаметр, мм | Якість виготовлення       | Гурт                           | Тираж, штук |
| ------------ | ---------------- | ------------ | ----------- | ------------------------- | ------------------------------ | ----------- |
| 10           | срібло 925 проби | 31,1 / 33,62 | 38,6        | спеціальний анциркулейтед | гладкий із заглибленим написом | 3 000       |

### Аверс
На аверсі монети розміщено: угорі напис «УКРАЇНА», під яким — малий Державний Герб України, по обидва боки якого числа «20» та «18», у центрі — щит із зображенням вежі, по обидва боки якого стилізована карта місцевості із написами: «р. Бог» (ліворуч), «р. Божок» (праворуч) — давнє написання назв річок; унизу на стрічці напис — «УКРАЇНСЬКИЙ ЩИТ ЄВРОПИ»; унизу на тлі абрису зубців палацу унизу номінал — «10 ГРИВЕНЬ».

### Реверс
На реверсі монети зображено могутню Меджибізьку фортецю (вигляд з висоти пташиного польоту), угорі написи — «МЕДЖИБІЗЬКА ФОРТЕЦЯ XII—XVI СТ.»

## Автори
- Художник — Микола Кочубей.

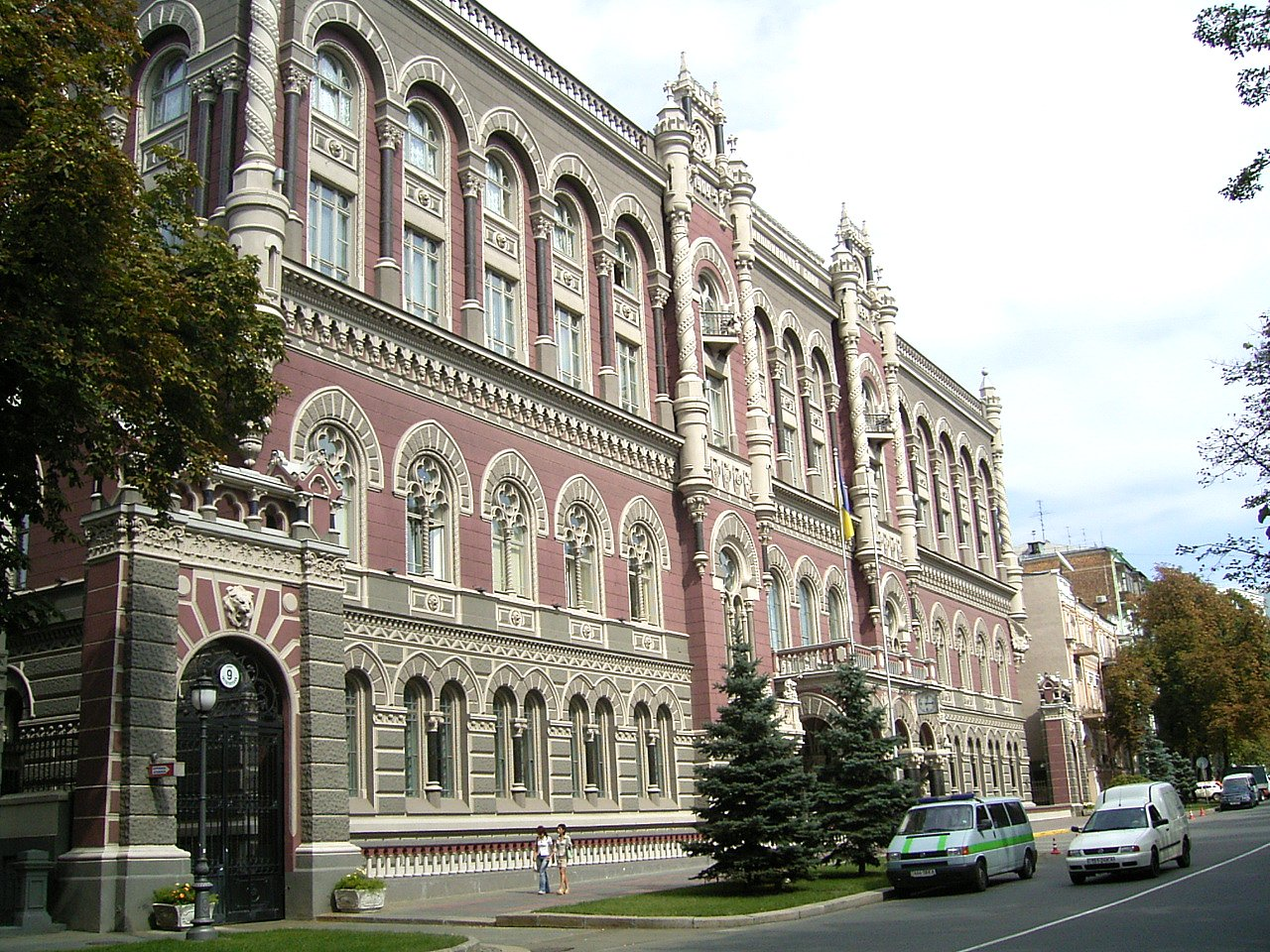
Будівля Національного банку України

- Скульптори: Іваненко Святослав, Дем'яненко Анатолій.

## Вартість монети
Під час уведення монети в обіг 2018 року, Національний банк України реалізовував монету за ціною 1007 гривень.
Фактична приблизна вартість монети з роками змінювалася так:
| Рік        | 2019  | 2020  | 2021  | 2022  | 2023  | 2024  | 2025  |
| ---------- | ----- | ----- | ----- | ----- | ----- | ----- | ----- |
| Ціна, грн. | 1 100 | 1 150 | 1 400 | 1 740 | 2 180 | 3 200 | 3 700 |